# Rigaud River
Rigaud River är ett vattendrag i Kanada.   Det ligger i provinsen Ontario, i den sydöstra delen av landet, 100 km öster om huvudstaden Ottawa.
Trakten runt Rigaud River består till största delen av jordbruksmark. Runt Rigaud River är det ganska glesbefolkat, med 29 invånare per kvadratkilometer.